# Walter Saria
Walter Saria (* 8. Februar 1955 in Sankt Peter am Ottersbach; † 3. Februar 2021 in Hitzendorf) war ein österreichischer Fußballspieler.

## Karriere
Seine Torwartkarriere begann Walter Saria in der steirischen Landesliga beim südsteirischen Verein SV Feldbach, für den er erstmals in der Saison 1974/75 zwischen den Pfosten stand.
Sein erstes Spiel in der österreichischen Bundesliga bestritt er am 10. September 1975 als Torhüter des SK Sturm Graz, wo er bis zu seinem Karriereende 1987 insgesamt 319 Spiele absolvierte.
Das Tor der Grazer hütete Saria zudem auch in 15 Europacup-Spielen.

## Erfolge
- 1 × UEFA-Cup-Viertelfinale: 1984[7]
- 1 × Österreichischer Vizemeister: 1981
- Mitglied im Legendenklub des SK Sturm Graz als Spieler der Epoche 1974–1984[8]
- Ersatztorhüter der Jahrhundertelf des SK Sturm Graz[8]